# Davide Di Gennaro
Davide Di Gennaro (ur. 16 czerwca 1988 w Mediolanie) – włoski piłkarz występujący na pozycji ofensywnego pomocnika.

## Kariera
Jest wychowankiem Milanu. W sezonie 2007/2008 przebywał na wypożyczeniu w zespole Bolonii, a po zakończeniu sezonu powędrował do Genoi w rozliczeniu za Marco Borriello, którego nabył Milan. 1 września 2008 roku został wypożyczony do Regginy, a 27 czerwca 2009 roku powrócił do Milanu. Tam nie łapał się nawet do meczowej kadry i 29 stycznia 2010 roku został wypożyczony do Livorno. 15 lipca wypożyczono go do Calcio Padova. Później trafił do Modeny (na zasadzie wypożyczenia), Spezii i US Palermo.
19 maja 2007 roku debiutował w Serie A, zmieniając Alessandro Costacurtę w meczu przeciwko Udinese Calcio.